# Sanitesi Latu
Sanitesi Latu (* 26. Dezember 1950) ist ein ehemaliger tongaischer Zehnkämpfer, Hürdenläufer und Kugelstoßer.
1971 gewann er bei den Südpazifikspielen Bronze im Zehnkampf.
Bei den British Commonwealth Games 1974 in Christchurch wurde er in derselben Disziplin Fünfter.
1975 siegte er bei den Südpazifikspielen im Zehnkampf und über 110 m Hürden.
Bei den Commonwealth Games 1982 in Brisbane gab er im Zehnkampf auf, und bei den Südpazifikspielen 1987 holte er Bronze im Kugelstoßen.
1974 und 1978 wurde er Australischer Meister im Zehnkampf.

## Persönliche Bestleistungen
- 110 m Hürden: 14,49 s, 25. Januar 1975, Christchurch (nationaler Rekord)
- Kugelstoßen: 15,84 m, 3. August 1985, Avarua (nationaler Rekord)
- Zehnkampf: 7062 Punkte, 27. Januar 1974, Christchurch (nationaler Rekord)